# Gare de Lac-Édouard
Pour les articles homonymes, voir Lac Édouard (homonymie).
La gare du Lac-Édouard est située au village du Lac-Édouard, en Haute-Batiscanie, dans la province de Québec, Canada. Aujourd'hui, cette gare est un abri (avec arrêt du train sur demande) et elle est desservie par le train de passagers de Via Rail.
Le village du Lac-Édouard étant éloigné des grandes routes, le chemin de fer a été l'artère clé du développement économique de la région. Ce tronçon ferroviaire reliant Montréal à Roberval, via Garneau Jonction, favorisait grandement la foresterie, le sanatorium (dès 1904) et les activités récréotouristiques. La gare du Lac-Édouard était le point de transit essentiel des voyageurs et des marchandises, avant la construction de routes.

## Situation ferroviaire
La gare de Lac-Édouard est située au point milliaire 95,3 de la subdivision Lac-Saint-Jean du Canadien National.

## Histoire

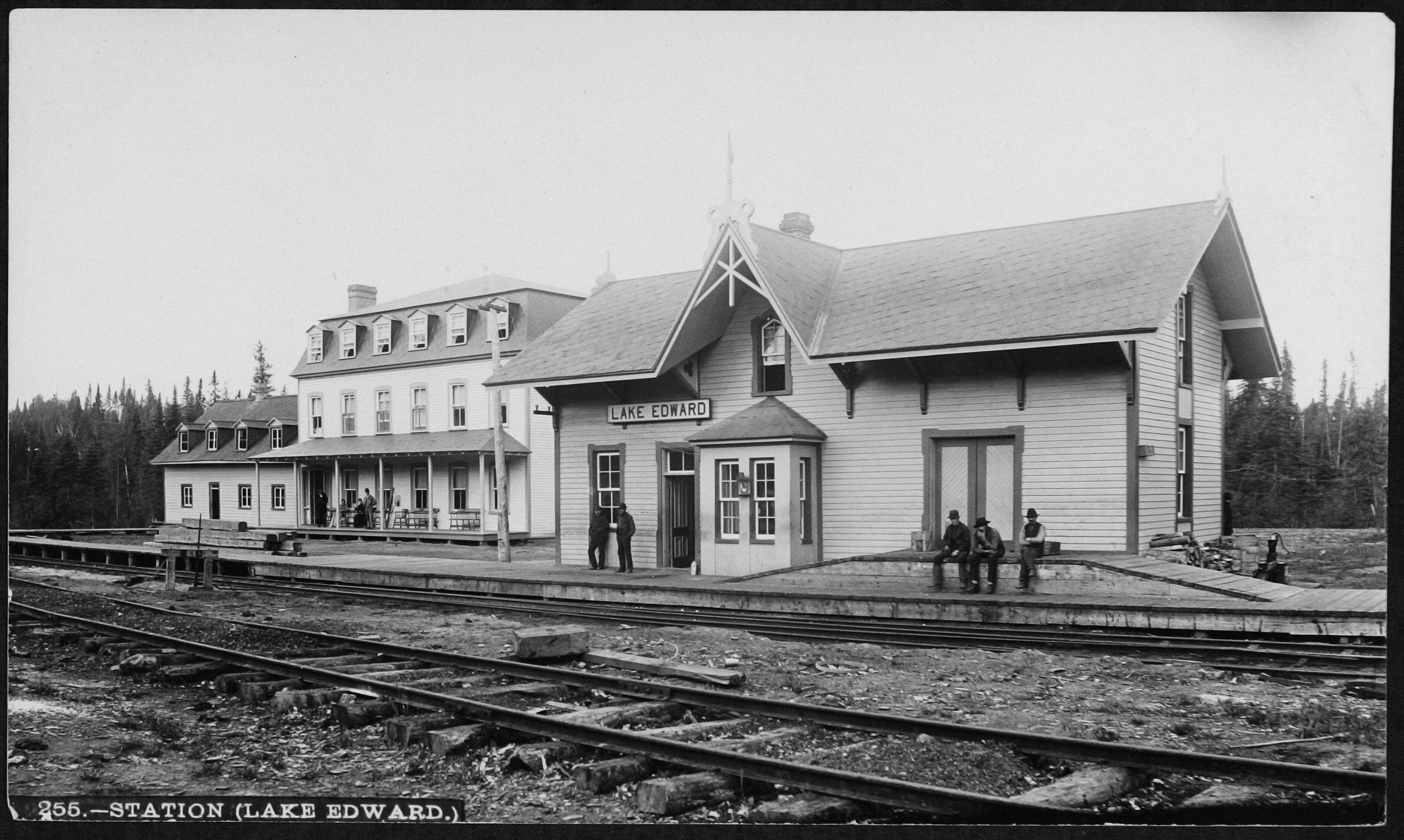
Gare et hôtel Laurentides House entre 1887-1890

En 1869, le Quebec and Gosford Railway (QGR) construit une voie jusqu'au canton de Gosford, au nord du lac St-Joseph. Vu le prix du fer, on utilise des rails de bois d’érable recouverts d'une lisse de fer. Le 24 décembre 1870, le QGR change son nom pour le Quebec and Lake St-John Railway (QLSJR) dans le but de relier le Saguenay–Lac-Saint-Jean.  Cependant les variations de température tordent les rails de bois et le QLSJR cesse ses opérations en 1874. 
En 1874 le QLSJR est réorganisé par un groupe d'affaires et, en 1875, il obtient l'appui des gouvernements fédéral et provincial pour prolonger la voie jusqu'au lac St-Jean. En 1879, le pont ferroviaire de la rivière Jacques-Cartier est reconstruit en acier. La liaison entre Québec et Saint-Raymond est complétée en 1883. En 1886, le chemin de fer atteint Lac-Édouard qui est situé à mi-chemin entre Québec et le lac St-Jean. Le QLSJR y construit une gare qui porte le nom de Lake Edward, une cour de triage dont les voies de garage peuvent accueillir 50 à 70 wagons, une rotonde qui pouvait contenir 6 locomotives à vapeur à la fois pour des réparations mineures, un château d'eau et une chute à charbon pour alimenter les locomotives. En 1888, le chemin de fer de Québec et du Lac-St-Jean atteint sa destination finale de Roberval. En 1892, la voie est reliée à Chicoutimi et la rivière Saguenay à partir de la jonction de Chambord. La gare de Lac-Édouard est détruite par un incendie en 1900 et le bâtiment actuel est construit la même année.
Les locomotives au diesel ayant remplacé celles à vapeur, le Canadien National ferme son atelier de Lac-Édouard en 1954 et démantèle ses installations, ne conservant que le bâtiment voyageur. 

## Service des voyageurs

### Accueil
Le service est disponible par téléphone ou par Internet; voir les détails:« Gare de Lac-Édouard », sur Via Rail Canada

## Patrimoine ferroviaire
En 2012, un ancien bâtiment voyageurs en bois, avec les panneaux Via Rail, est présent le long du quai.